# Chantal Réga
Pour les articles homonymes, voir Rega.
Chantal Réga (née le 7 août 1955 à Nîmes) est une athlète française, licenciée à l'ESME-US Deuil.
Figurant parmi les meilleures spécialistes du sprint national féminin français durant la seconde moitié des années 1970, elle collectionne quinze titres de championne de France seniors, mais ne concrétise pas par un titre individuel majeur au niveau international. Elle remporte toutefois une médaille de bronze aux Championnats d'Europe en 1982

## Biographie

### Débuts
Chantal Réga commence l'athlétisme en 1972 après avoir pratiqué la gymnastique durant sa jeunesse. Licenciée au ESME-US Deuil, où elle est entraînée par Hervé Stéphan, elle se distingue dès l'année suivante en obtenant la médaille d'argent du 100 mètres haies aux Championnats d'Europe juniors de Duisbourg. Elle remporte son premier titre national senior en 1974 en s'imposant sur 100 m haies lors des Championnats de France de Nice. Lors de l'édition suivante, en 1975, elle réussit le doublé 200 m/100 m haies. En septembre 1974, à l'âge de 18 ans, elle participe aux championnats d'Europe d'athlétisme à Rome où elle est éliminée en séries. Par la suite, Chantal Réga délaisse provisoirement les courses de haies en se consacrant presque exclusivement aux épreuves de sprint.

### Premiers records nationaux
Le 19 juin 1976, à Villemomble, Chantal Réga établit un nouveau record de France du 100 m en 11 s 27, améliorant de 9/100 l'ancienne meilleure marque nationale détenue par Sylviane Telliez depuis la saison 1972. Lors des Championnats de France 1976 de Villeneuve-d'Ascq, elle remporte le titre du 100 m et porte le record de France à 11 s 15. Elle s'impose également sur 200 m en 22 s 74, améliorant là-aussi le record national de la discipline de Sylviane Telliez. Sélectionnée en équipe de France lors des Jeux olympiques de 1976, à Montréal, elle atteint la finale du 200 m où elle se classe huitième de la course en 23 s 09.
Elle réalise un nouveau doublé 100 m/200 m lors des Championnats de France 1978 se déroulant Stade Charlety de Paris. Plus tard dans la saison, aux Championnats d'Europe de Prague, elle atteint la finale des deux épreuves de sprint court en se classant successivement 7e du 100 m et 5e du 200 m. Alignée par ailleurs dans l'épreuve du relais 4 × 100 m, Chantal Réga se fracture le fémur lors de la finale, entrainant l'abandon de l'équipe de France.
De retour sur les pistes d'athlétisme dès la saison suivante, elle remporte deux médailles d'or lors des Jeux méditerranéens, à Split, sur 100 m et au titre du relais 4 × 100 m. Elle réalise un nouveau doublé 100 m/200 m aux Championnats de France 1979. Sélectionnée dans l'équipe d'Europe lors des Coupe du monde des nations de Montréal, elle s'impose sur 4 × 100 m aux côtés de la Suédoise Linda Haglund, l'Allemande Annegret Richter et la Britannique Heather Hunte, et devient à cette occasion la première athlète française titrée dans cette compétition.
En 1980, Chantal Réga réussit pour la quatrième fois le doublé 100 m/200 m à l'occasion Championnats de France de Villeneuve-d'Ascq. Elle participe aux Jeux olympiques de Moscou où elle se classe septième du 100 m (11 s 32) et cinquième du relais 4 × 100 m.

### Médaillée de bronze aux Championnats d'Europe
En début de saison 1981, Chantal Réga améliore de 2/100 son propre record de France du 200 mètres en établissant le temps de 22 s 72 aux Abymes, en Guadeloupe. Elle prépare par ailleurs son retour sur les haies avec comme objectif le 400 mètres haies des Championnats d'Europe de 1982.
Elle remporte, sur 400 mètres haies, les Championnats de France 1982 de Colombes et obtient ainsi son douzième et dernier titre national individuel en plein air. Elle améliore par ailleurs à deux reprises le record national de la discipline en réalisant 56 s 75 en mai 1982 à Poitiers, puis 55 s 28 fin août à Stuttgart. Lors des Championnats d'Europe d'Athènes, Chantal Réga se classe troisième de la finale du 400 m haies, derrière la Suédoise Ann Louise Skoglund et l'Est-allemande Petra Pfaff. Elle améliore à cette occasion le record de France en 54 s 93 et devient la première athlète française à passer sous les 55 secondes.
Sélectionnée à 41 reprises en équipe de France A, elle met un terme à sa carrière d'athlète à l'issue de la saison 1982 à la suite d'une très grave blessure en course.
Au terme de sa carrière, Chantal Réga demeure dans la sphère du sport, en devenant notamment formatrice et responsable de formations à l'Institut National du Sport, de l'Expertise et de la Performance. Elle a pris sa retraite professionnelle en 2017. Elle vit à Arthès, près d'Albi.

### Famille
Son mari ancien joueur de rugby XIII /XV
Elle a un fils, Rony né le 27 avril 2006,.
Sa sœur, Bernadette, a été championne de France, d'Europe et du Monde de culturisme.

## Palmarès

### International
| Date | Compétition                    | Lieu            | Résultat | Épreuve     | Temps   |
| ---- | ------------------------------ | --------------- | -------- | ----------- | ------- |
| 1976 | Jeux olympiques                | Montréal        | 8e       | 200 m       |         |
| 1977 | Championnats d'Europe en salle | Saint-Sébastien | 4e       | 60 m        |         |
| 1978 | Championnats d'Europe en salle | Milan           | 6e       | 60 m        |         |
| 1978 | Championnats d'Europe          | Prague          | 7e       | 100 m       |         |
| 1978 | Championnats d'Europe          | Prague          | 5e       | 200 m       |         |
| 1979 | Jeux méditerranéens            | Split           | 1re      | 100 m       |         |
| 1979 | Jeux méditerranéens            | Split           | 1re      | 4 × 100 m   |         |
| 1979 | Coupe du monde des nations     | Montréal        | 1re      | 4 × 100 m   |         |
| 1980 | Jeux olympiques                | Moscou          | 7e       | 100 m       | 11 s 32 |
| 1980 | Jeux olympiques                | Moscou          | 5e       | 4 × 100 m   |         |
| 1982 | Championnats d'Europe          | Athènes         | 3e       | 400 m haies |         |

### National
- Championne de France du 100 m en 1976, 1978, 1979 et 1980
- Championne de France du 200 m en 1975, 1976, 1978, 1979 et 1980
- Championne de France du 100 m haies en 1974 et 1975
- Championne de France du 400 m haies en 1982
- Championne de France du 60 m en salle en 1977
- Championne de France du 200 m en salle en 1982
- Championne de France du 60 m haies en salle en 1975

## Records
- Détentrice du record de France senior et espoir du 100 m en 1976 à 2 reprises, dont 11 s 15
- Détentrice du record de France senior du 200 m en 1981, en 22 s 72
- Détentrice du record de France senior et espoir du 200 m en 1976, en 22 s 74
- Détentrice du record de France du 400 m haies en 1982 à 3 reprises, dont 54 s 93 (durée: 13 ans)
- Détentrice du record de France au 4 × 200 m en 1982, en 1 min 32 s  17.
- Détentrice du record de France au 4 × 100 m en 1974, 1976, 1978, 1979 et 1980 à 3 reprises dont 42 s 84 à Moscou